# Pulec, králík a Duch svatý
Pulec, králík a Duch svatý je krátký dokumentární film z roku 2007 na téma interrupcí.
Jedna linie pojednává o pravoslavném knězi Liboru Halíkovi, který protestuje proti interrupcím tím, že téměř každý den stojí s plakátem, na kterém je obrázek lidského plodu a nápis „Nezabiješ“, před porodnicí na Obilném trhu v Brně a nahlas se modlí a čte žalmy (během filmu zazní např. úryvky 3., 5. a 12. žalmu v ČEP nebo píseň Prosba od Miloše Rejchrta). Filmaři zinscenovali rozhovor Halíka s primářem gynekologické kliniky Pavlem Ventrubou a všímají si také reakcí procházejících lidí a pacientů nemocnice.
V jiné linii je zachycen rozhovor pravoslavného arcibiskupa Kryštofa s anarchistickým aktivistou Ondřejem Slačálkem a v další rozhovor scenáristy filmu se svou matkou a babičkou o tom, jak obě podstoupily interrupci.
Film měl světovou premiéru na Mezinárodním festivalu dokumentárních filmů v Jihlavě v roce 2007, kde získal Cenu diváků. Poté byl 5. prosince 2007 vysílán na druhém programu České televize.